# Колесников, Сергей Борисович
Сергей Борисович Колесников (14 октября 1913 года, село Кутулик — 1 февраля 1973 года, там же) — председатель колхоза имени XVII партсъезда Аларского аймака Усть-Ордынского Бурят-Монгольского национального округа Иркутской области. Герой Социалистического Труда (1948).

## Биография
Родился в 1913 году в крестьянской семье в селе Кутулик. В 1930-х годах трудился в местном колхозе. Участвовал в Великой Отечественной войне в составе танковых войск в Маньчжурии. После демобилизации возвратился на родину. Был избран председателем колхоза имени XVII партсъезда Аларского аймака.
Вывел колхоз в число передовых сельскохозяйственных предприятий Усть-Ордынского Бурят-Монгольского округа. В 1947 году колхоз получил в среднем по 30,2 центнеров пшеницы с каждого гектара на участке площадью 40,5 гектаров. Указом Президиума Верховного Совета СССР от 2 апреля 1948 года «за получение высоких урожаев пшеницы в 1947 году» удостоен звания Героя Социалистического Труда с вручением ордена Ленина и золотой медали «Серп и Молот».
Участвовал во Всесоюзной выставке ВДНХ.
После окончания в 1949 году годичных курсов Иркутского сельскохозяйственного института заведовал районный заготовительный отдел. С 1952 года — бригадир Шалотской полеводческой бригады колхоза имени Ленина.
После выхода на пенсию проживал в родном посёлке, где скончался в 1973 году.
Награды
- Герой Социалистического Труда
- Орден Ленина
- Медаль «За боевые заслуги» (14.10.1945)